# Inneröra

Anatomisk ritning av innerörat; 1 balansnerven, 2 hörselnerven, 3 intermediofacialis-nerven, 4 Knä-gangliet, 5 förgrening av facialisnerven, 6 hörselsnäckan, 7 båggångarna, 8 umbo, 9 trumhinnan, 10 örontrumpeten.

Innerörat är den del av örat som "utåt" avgränsas av ovala fönstret som sitter fäst på hörselsnäckan. I hörselsnäckan sitter ett stort antal vibrationskänsliga sinnesceller som registrerar rörelserna från ovala fönstret. Balans- och hörselnerven (CN VIII, lat. Vestibulocochlearis) är den nerv som skickar information från sinnescellerna i snäckan och båggångarna till hjärnan.
Båggångarna ingår, tillsammans med synen och sinnesceller i bland annat leder, i balanssinnet som gör att vi kan hålla balansen och uppfatta riktningsändringar. Båggångarna är tre till antalet och förhåller sig till varandra som de tre axlarna i ett tredimensionellt diagram. I varje båge finns vätska och grupper av celler (så kallade otolitorgan) som mäter flödet i vätskan, detta flöde översätts centralt till information om huvudets rörelse.
Snäckan fungerar som en frekvensanalysator som är den biologiska motsvarigheten till fourieranalys. Ljudvågen är ofta en komplex vågform men kan med hjälp av snäckans struktur splittras i flera mindre ljudvågor som vibrerar med sin specifika frekvens. Detta sker med hjälp av att basilarmembranet inne i snäckan i utsträckt form är bredare och tunnare i ena änden och successivt blir styvare samt på bredden smalare. Basilarmembranets utformning möjliggör uppdelning av den komplexa ljudvågen till flera enstaka ljudvågor.